# Арджента, Нэнси
Нэнси Арджента, урождённая Нэнси Морин Хербисон (англ.  Nancy Maureen Argenta, Nancy Maureen Herbison , 17 января 1957, Нельсон, Британская Колумбия) — канадская оперная и концертная певица (сопрано), исполнительница старинной музыки.

## Биография
Из семьи педагогов, мать — преподавательница фортепиано. С 11 лет стала брать уроки музыки в родном городе, пела в школьном хоре. Училась музыке в Ванкувере, окончила Университет Западной Онтарио (1980). В том же году получила первую премию на конкурсе Софи Кармен Экхардт-Граматте. В дальнейшем по гранту совершенствовалась в Дюссельдорфе (1980—1981), а с 1982 — в Лондоне у Веры Рожа и Питера Пирса. В этот период взяла псевдоним по названию селения к северу от Нельсона, где провела детство.

## Репертуар
Дебютировала на сцене в 1983 на фестивале в Экс-ан-Провансе в опере Рамо Ипполит и Ариция, дирижировал Джон Элиот Гардинер. Выступала с Академией старинной музыки Кристофера Хогвуда, Английским концертом Тревора Пиннока, La Petite Bande Сигизвальда Кёйкена, работала с Уильямом Кристи, Тоном Копманом, Роджером Норрингтоном. Известна исполнением главных партий в операх Генделя и Пёрселла, вокальных сочинений Монтеверди, Глюка, Баха (Страсти, мессы, кантаты), Гайдна, Алессандро Скарлатти, Зеленки, Куперена. Пела в операх Моцарта (Дон Жуан, Так поступают все, Свадьба Фигаро), в сочинениях Бетховена (Хоральная фантазия), Брамса (Немецкий реквием), Стравинского (Свадебка), Орфа (Carmina Burana). Исполняла песни Шуберта, Малера, Шёнберга.

## Признание
Премия Вирджинии Паркер (1990). Премия Джуно (1992) и др. награды.